# Mari Eriksmoen

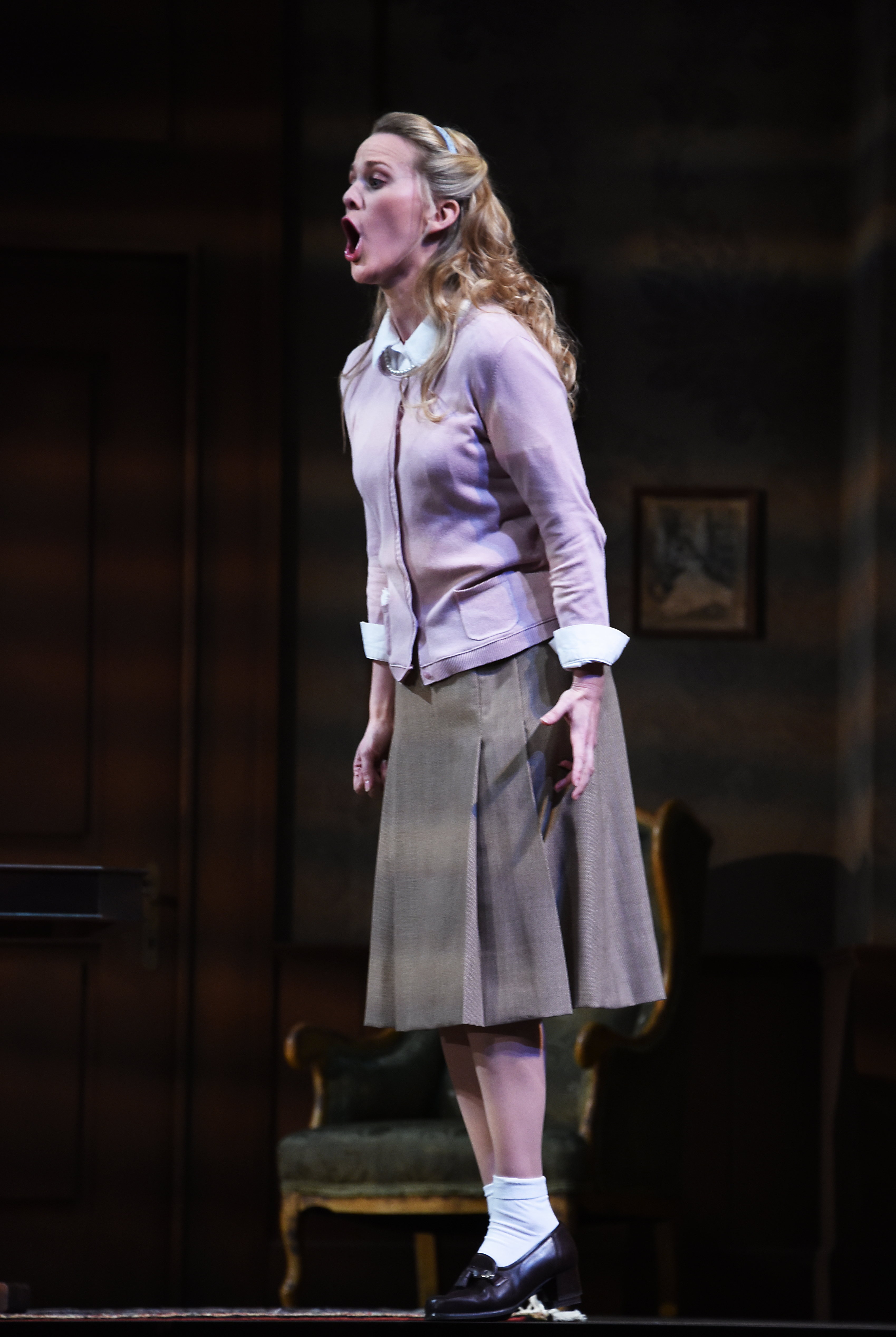
Mari Eriksmoen (2015)

Mari Eriksmoen (geboren am 10. Januar 1983) ist eine norwegische Opernsängerin (Sopran).

## Leben
Eriksmoen studierte an der Norwegischen Musikhochschule und an der Operaakademiet (Opernakademie) in Kopenhagen, sowie am Conservatoire National Superieur in Paris bei Isabelle Guillaud. In den Jahren 2007 und 2008 nahm sie an mehreren Wettbewerben teil und gewann Preise.
Im Alter von 23 Jahren debütierte sie in Oslo als Adele in der Fledermaus. Sie trat auch bei der Gala zur Eröffnung der neuen Oper in Oslo auf. Die Sängerin gastierte beim Festival d’Aix-en-Provence und beim Lucerne Festival, sang an der Scala in Mailand, an der Oper Frankfurt, der Opéra de Lille, der Königlichen Oper Stockholm und der Königlichen Oper Kopenhagen, sowie im Theater an der Wien Hauptpartien – wie die Susanna und die Barbarina in Le nozze di Figaro, die Pamina in der Zauberflöte, die Fiakermilli in Arabella oder die Sandrina in Haydns L’infedeltà delusa.
Im Theater an der Wien ist Mari Eriksmoen Stammgast: Sie sang dort szenisch 2010 die Zerbinetta in Ariadne auf Naxos und 2012 die Olympia in Les Contes d'Hoffmann. Außerdem war sie dort konzertant in Carmina Burana (2010) und als Teti in Rossinis Le nozze di Teti e di Peleo (2013) zu hören. Im März 2014 wirkte die Sängerin ebendort im konzertanten Da-Ponte-Zyklus mit dem Concentus Musicus unter Leitung von Nikolaus Harnoncourt mit – als Susanna, Zerlina und Fiordiligi. Im selben Monat debütierte Mari Eriksmoen an der Opéra-Comique in Paris: Sie sang dort die Rolle der La Folie in Rameaus Platée. Im Januar 2021 stellte sie am Grand Théâtre de Genève die Mélisande in Debussys Pelléas et Mélisande dar.
Mari Eriksmoen ist als Konzertsängerin auf den bedeutenden Podien ganz Europas sowie in Südamerika aufgetreten. Sie sang mit dem Orchester des Bayerischen Rundfunks, dem Orchestre de Paris, dem Mahler Kammerorchester, dem NDR Sinfonieorchester, São Paulo Sinfonieorchester, schwedischen Radiosinfonieorchester, Göteborg Sinfonieorchester und den Oslo Philharmonikern – unter namhaften Dirigenten wie Daniel Barenboim, Bertrand de Billy, Fabio Biondi, Ivor Bolton, Gabriel Feltz, Riccardo Frizza, Simon Gaudenz, Eivind Gullberg Jensen, Daniel Harding, Alexander Joel, Paavo Järvi, Louis Langrée, Klaus Mäkelä, Marc Minkowski, Erwin Ortner, Jérémie Rhorer, Federico Maria Sardelli, Michael Schønwandt, Marc Soustrot und Jean-Christophe Spinosi.